# Авенида дель Либертадор
Проспект (авенида)  дель Либертадор (исп. Avenida del Libertador) — одна из главных улиц северной части города Буэнос-Айрес, Аргентина. Дель Либертадор является основным шоссе, идущим в муниципалитеты Висенте Лопес, Сан-Исидро и Сан-Фернандо. Начавшись в окрестностях района Ретиро, она заканчивается примерно через 35 км пути на краю провинции Буэнос-Айрес между муниципалитетами Тигре и Сан-Фернандо. Проспект был назван в честь генерала Хосе де Сан-Мартина, героя войны за независимость Аргентины, Чили и Перу.

## Путешествуя по улице
Проспект начинается с улицы Авенида Леандро Н. Алем. Затем продолжается параллельно Рио-де-ла-Плата через окрестности районов Реколета, Палермо, Бельграно и Нуньес. Перпендикулярно пересекает Авенида Хенераль Пас и проходит в северном пригороде Буэнос-Айреса, пересекая муниципалитеты Висенте Лопес, Сан-Исидро и Сан-Фернандо.
В то время как название проспекта не занимает весь путь, нумерация зависит от района: в Буэнос-Айресе пронумерованы дома от 1 до 8700, в муниципалитете Висенте Лопес 1 до 4200, в муниципалитете Сан-Исидро из 12900-18300, и муниципалитете Сан Фернандо 3900-1.
Является частью Национального шоссе 195. Национальным Указом № 1595 от 1979 года  было предписано, что участок, проходящий от Авенида Хенераль Пас в муниципалитет Сан-Фернандо (14,5 км), входит в юрисдикцию провинции Буэнос-Айрес. В настоящее время частью провинции является шоссе 27.

## История
Начиная с колониальной эпохи, то есть до 1810 года, эта местность была к северу от центральной части города Буэнос-Айрес, между скалами и берегом Рио-де-ла-Плата, дорога, которая называлась "Нижняя" или "Cañitas" (от камышей, растущих на естественных берегах Рио-де-ла-Плата). Эта дорога служила границей, начиная с 1580 года, когда Хуан де Гарай распределял земли за городской территорией к северу и к югу от Буэнос-Айреса. К северо-западу шли нынешние проспекты Avenida De los Constituyentes и Avenida Fondo de la Legua, в то время как дорога, проходящая через Рио-де-ла-Плата, называлась ""Camino de Santa Fe" или "Низкая Дорога", сейчас здесь находятся нынешние проспекты Авенида дель Либертадор, улица Ареналес, Авенида Лас Херас, Авенида Санта-Фе, Авенида Луис Мария Кампос и здесь идёт текущая ветка железной дороги Ferrocarril Mitre, идущая в муниципалитеты Тигре и Сан-Фернандо.
Как улица Авенида дель Либертадор была создана в 1950 году, по указу президента Хуана Доминго Перона в честь столетия со дня смерти генерала Хосе де Сан-Мартина. Чтобы создать проспект, который проходил бы через всю северную часть Буэнос-Айреса, были объединены несколько улиц, от района Ретиро до района Нуньес. В провинции Авенида дель Либертадор простирается от Авенида Хенераль Пас до Сан-Фернандо.

### Пасео-де-Хулио
Основная статья: Пасео-де-Хулио

Также:  Авенида Леандро Н. Алем

Участок Авениды дель Либертадор от площади Сан-Мартин до площади Пласа Батлер был частью улицы Авенида Леандро Н. Алем, ранее называемой Пасео-де-Хулио.
Пасео-де-Хулио была создана около 1780 года Хуаном Хосе де Вертицем, в качестве первой публичной набережной Буэнос-Айреса, обращенной к Рио-де-ла-Плата. В 1846 году, во время правления Хуана Мануэля де Росаса, началась застройка побережья и строительство стены, с целью избежать наводнений реки, благодаря чему Пасео-де-Хулио стала расширяться в следующие десятилетия.
В 1919 году постановление правительства города изменило ей название на Авенида Леандро Н. Алем, данное улице в честь революционного лидера и основателя партии Радикальный Гражданский союз.

### Авенида Альвеар

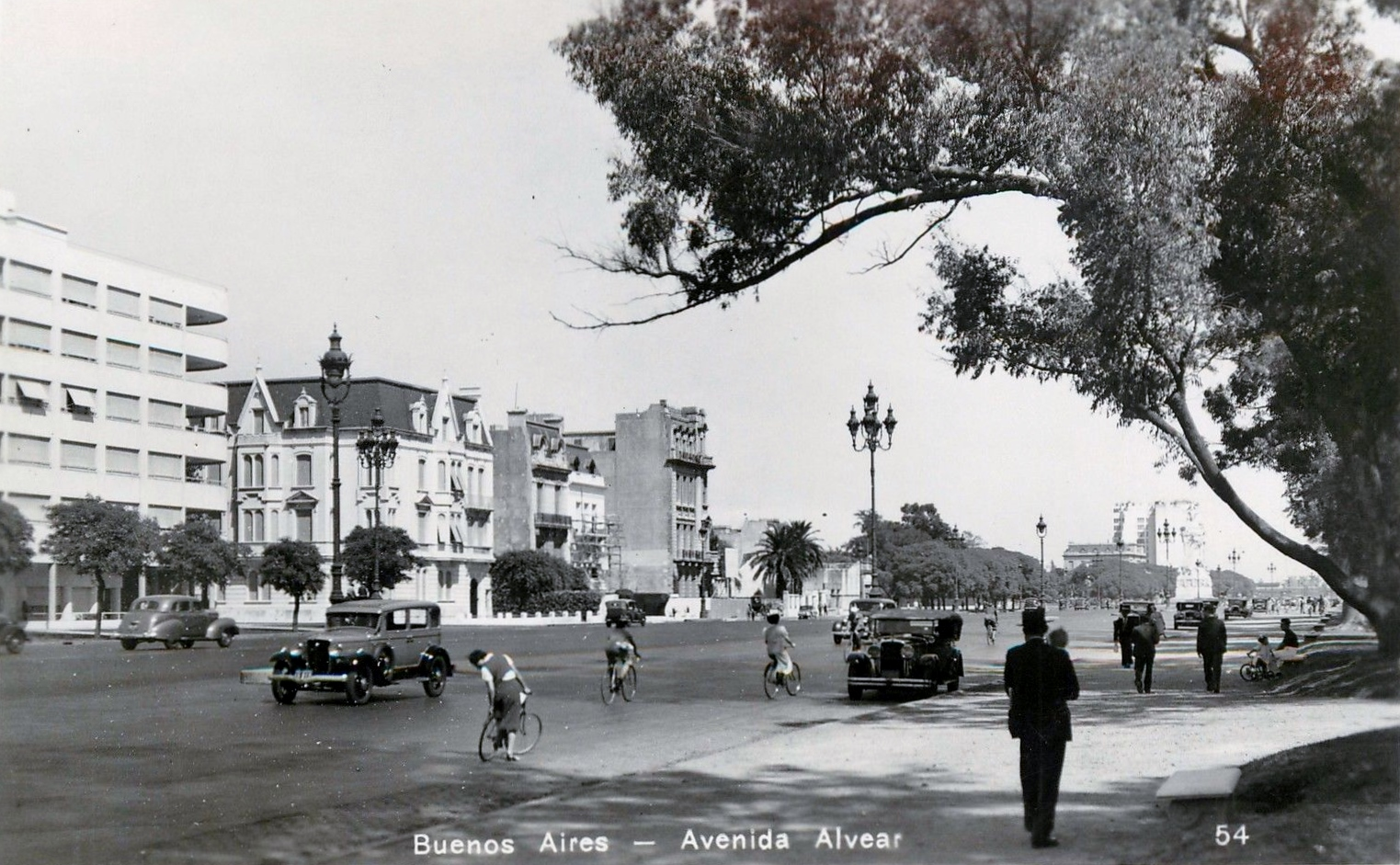
Авенида Алльвеар и Памятник испанцев, в 1930 году.

Часть улицы, которая начинается от площади Альвеар и заканчивается на Авениде Доррего, была частью Авениды Альвеар, названной постановлением города в 1893 году в честь Карлоса Марии де Альвеар.
Эта улица, ранее носившая имя Bella Vista, заканчивалась у церкви Пилар и была продлена в 1860-х годах, чтобы достигнуть Ипподрома (Hipódromo Argentino), который стал Парком Трес-де-Фебреро, открытым в 1875 году.

### Авенида Виррей Вертис
Участок улицы, который начинается на проспекте Авенида Интенданте Бульрих и заканчивается туннелем дель Либертадор, — это бывший участок Авениды Виррей Вертис, который стал участком проспекта Авенида дель Либертадор, до угла улицы Авенида Виррей Вертис и Авенида Хураменто.
Этот участок улицы первоначально был самостоятельной улицей в связи с созданием города Бельграно в 1860 году, и первоначально имел название Бельграно. Когда город Бельграно был включен в состав Буэнос-Айреса в 1880 году, улица получила название Авенида Виррей Вертис.

### Улица Бланденгуес
Участок от тоннеля Дель Либертадор до проспекта Авенида Хенераль Пас ранее называли Бланденгуес между 1893 и 1942 годами, а затем улица Хенераль Хосе Феликс Урибуру до 1950 года.
Этот участок улицы был узок между улицами Ла-Пампа и Монро. Между «60-х и 70-х годов» приступили к его расширению и строительству тоннеля под железнодорожными путями железной дороги Ferrocarril Mitre. Одним из зданий, наиболее пострадавших от этого, был Институт Санта-Ана (Instituto Santa Ana), который потерял 60 процентов своей территории, и часть сада.
С появлением проспекта Авенида дель Либертадор улица Blandengues фактически вошла в район Барракас.

### Провинция
Провинциальная часть Авениды дель Либертадор, а также соответствует вышеупомянутой "Camino del Bajo". С 30-х годов эта дорога преобразована в Национальное шоссе 195, длиной 14,5 км, соединяющее Авениду Хенераль Пас и Сан-Фернандо, на границе между муниципалитетами Сан-Фернандо и Тигре. С 1988 года он изменён, его название Провинциальный маршрут 195 и сегодня является частью шоссе № 27 от Авениду Хенераль Пас до Бенавидес.
В муниципалитете Висенте Лопес, с 1913 года дорога носила имя Авенида Хосе Камило Пас, а от 24 мая 1932 получила название Хенераль Хосе Феликс Урибуру и простиралась до Авениды Корриентес. Наконец, в 1950 году, было принято решение, что Авенида Хосе Феликс Урибуру и Авенида Хосе Камило Пас, вошли в состав Авениды дель Либертадор.
В муниципалитете Сан-Исидро Авенида дель Либертадор становится узкой, мощеной улицей с узкими тротуарами. Здесь она проходит рядом с собором и площадью Plaza Mitre, через исторический центр городка. Далее к северу Авенида дель Либертадор снова появляется, уже гораздо уже, и идёт в центр Сан-Фернандо.

## Достопримечательности
Авенида дель Либертадор начинается на пересечении проспекта Леандро Н. Алем и Авениды Сан-Мартин, где располагается площадь Сан-Мартина. Через пять кварталов проходит мимо Авениды Нуэве-де-Хулио и вблизи находится кладбище Реколета и Национальный музей изящных искусств. В районе Палермо наиболее известными являются: Памятник испанцев, Парк Трес-де-Фебреро, Зоопарк, выставки недвижимости и сельского хозяйства Аргентины и Ипподром Палермо. Продолжая на север, в окрестности района Бельграно (в частности, в Бахо Бельграно) улица проходит под железнодорожными путями в Бартоломе Митре через "Туннель" дель Либертадор, длиной около 700 метров. В конце туннеля по улице Ла Пампа находится спортивный клуб. Подойдя к окрестности района Нуньес, всего в нескольких кварталах от улицы, находится спортивный клуб Ривер Плейт.

### Ретиро

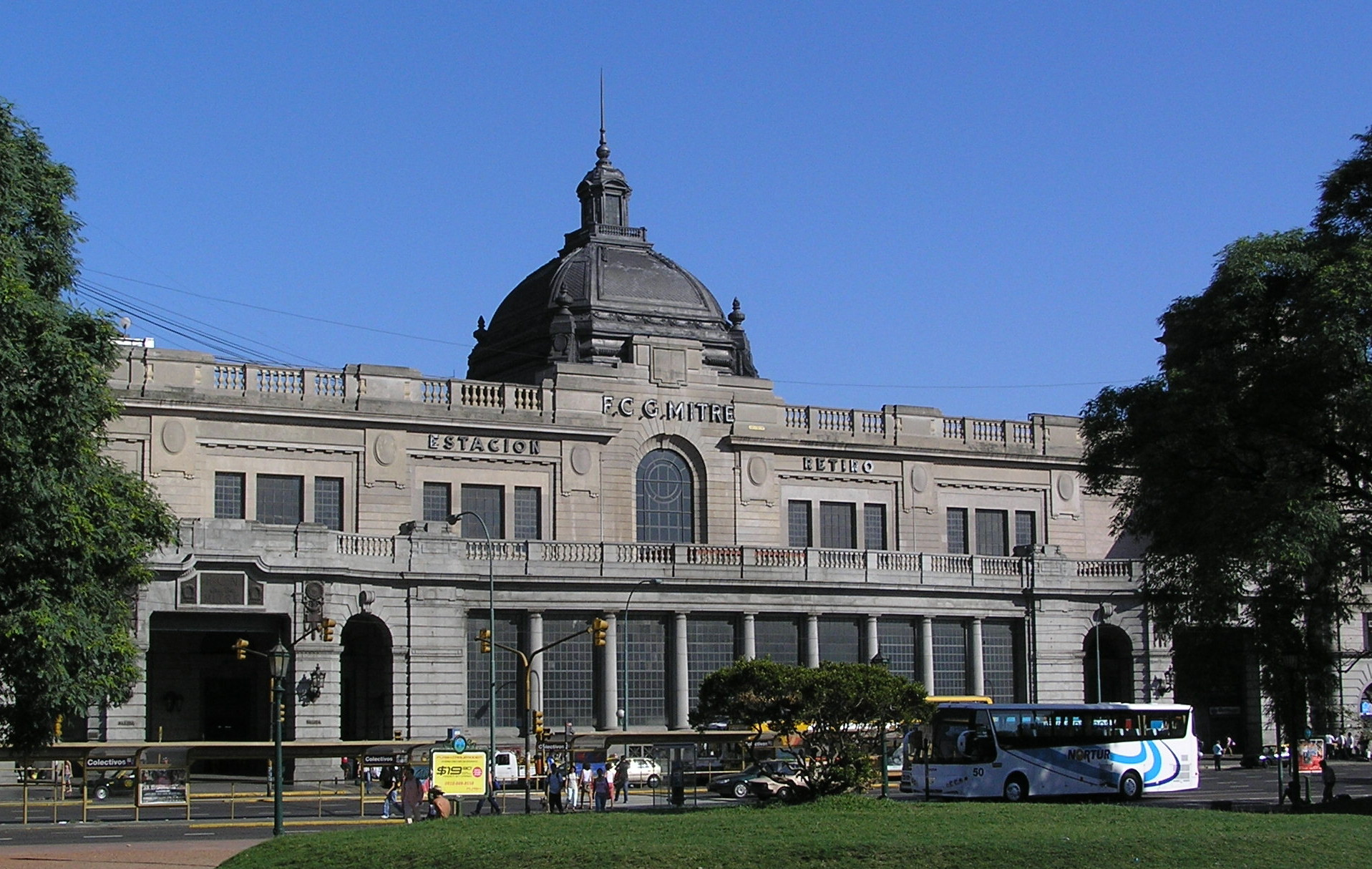
Железнодорожная станция Ретиро
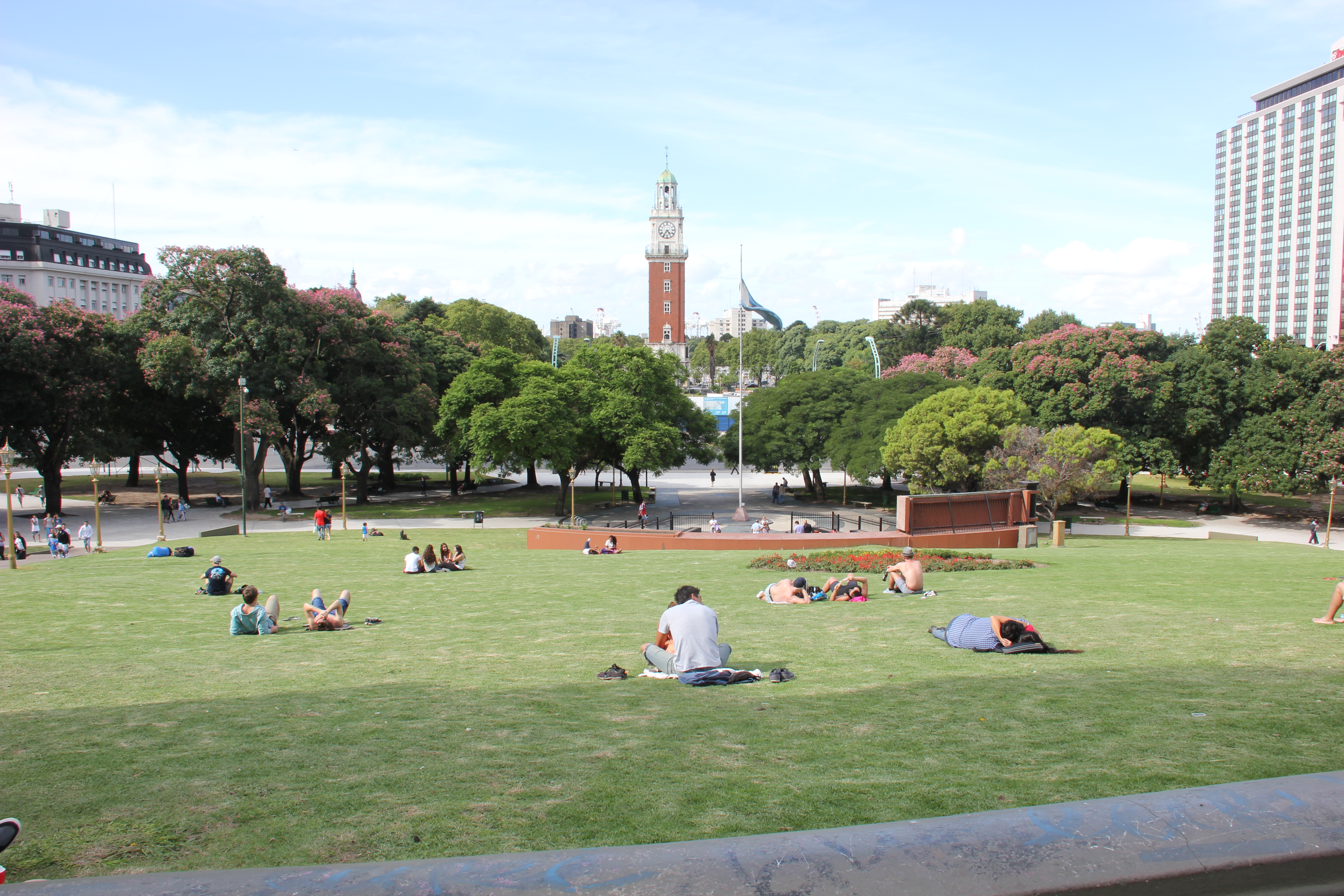
Площадь Сан Мартин
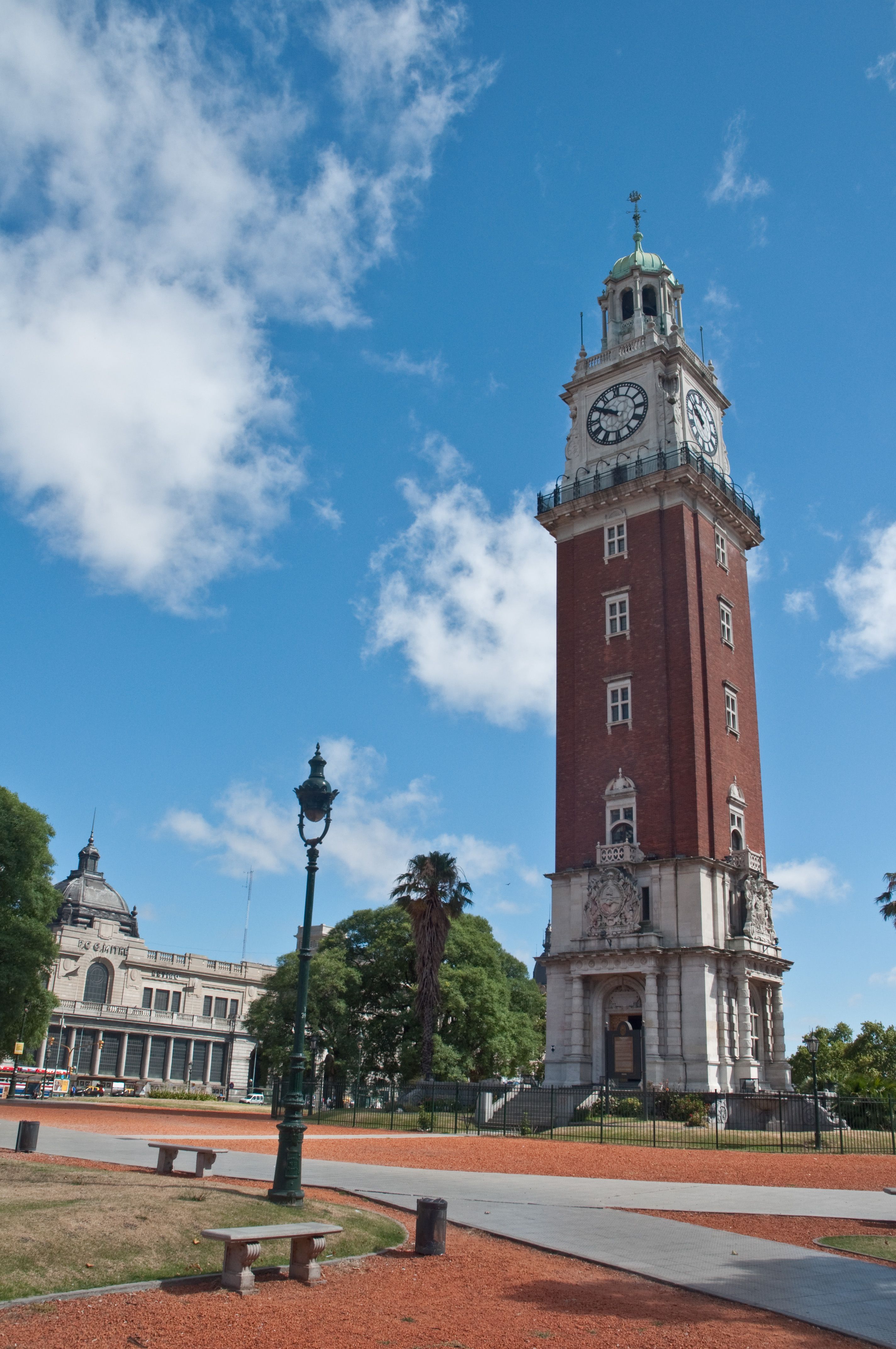
Торре Монументаль
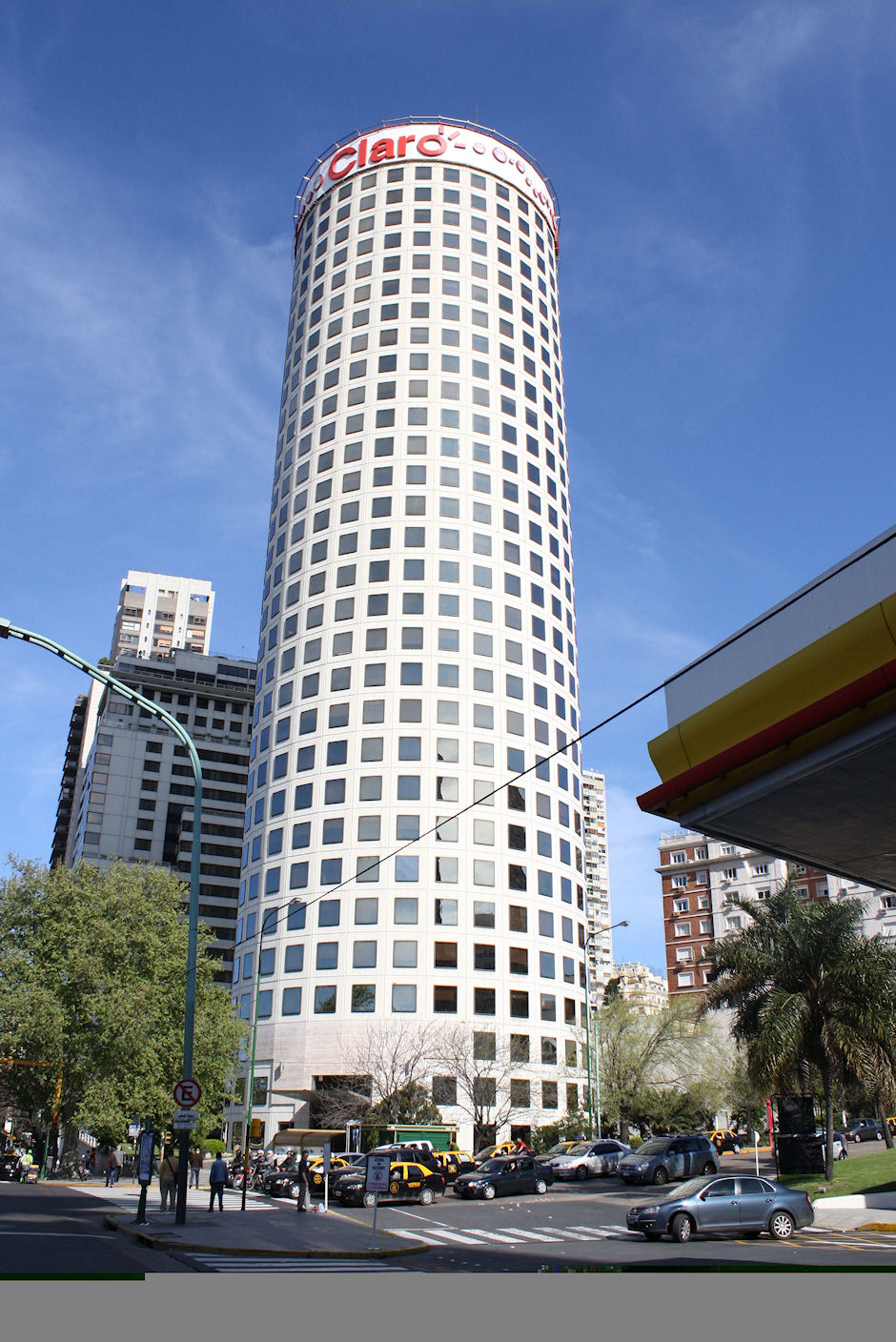
Prourban
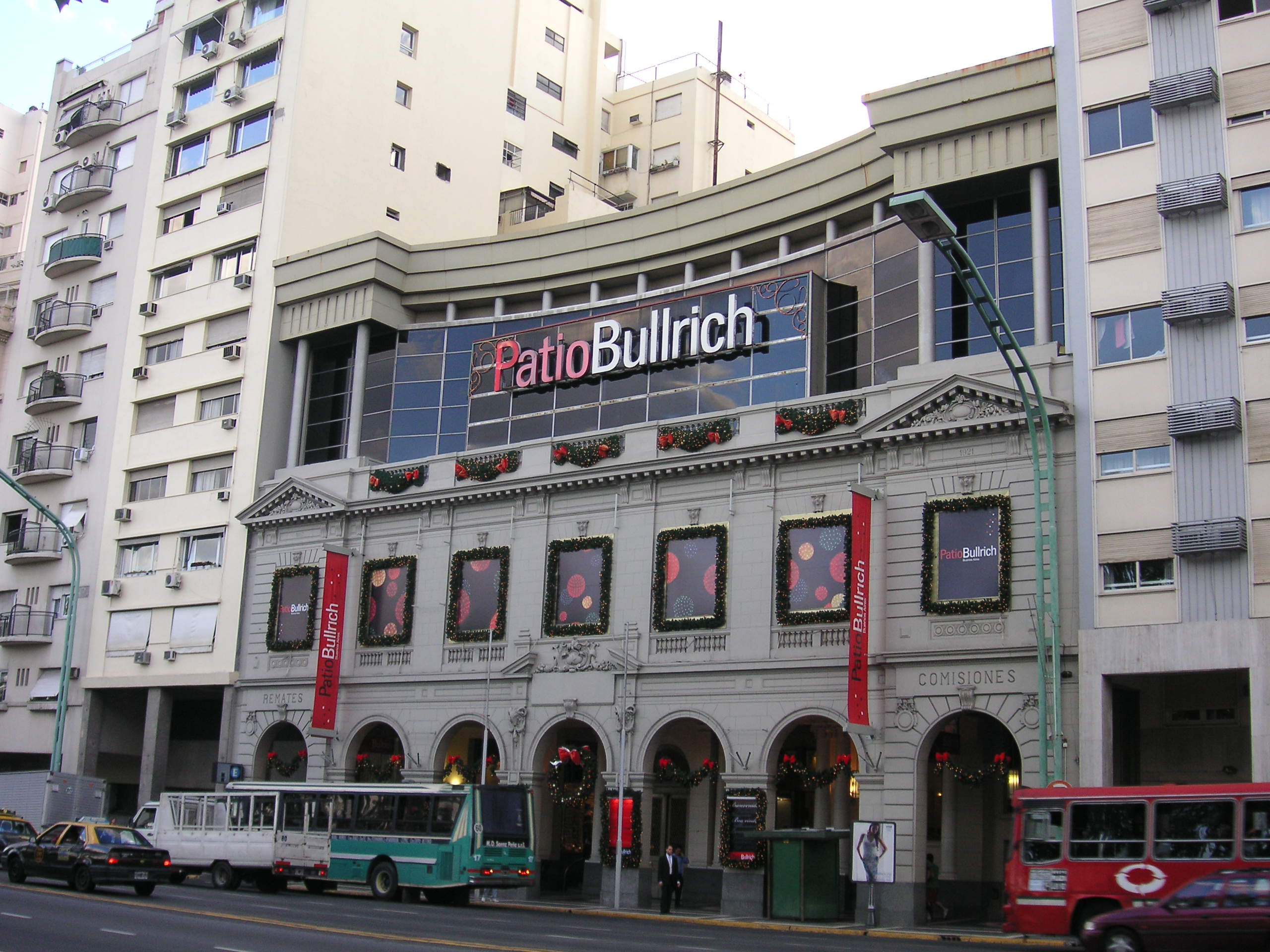
Патио Буллрих

### Реколета

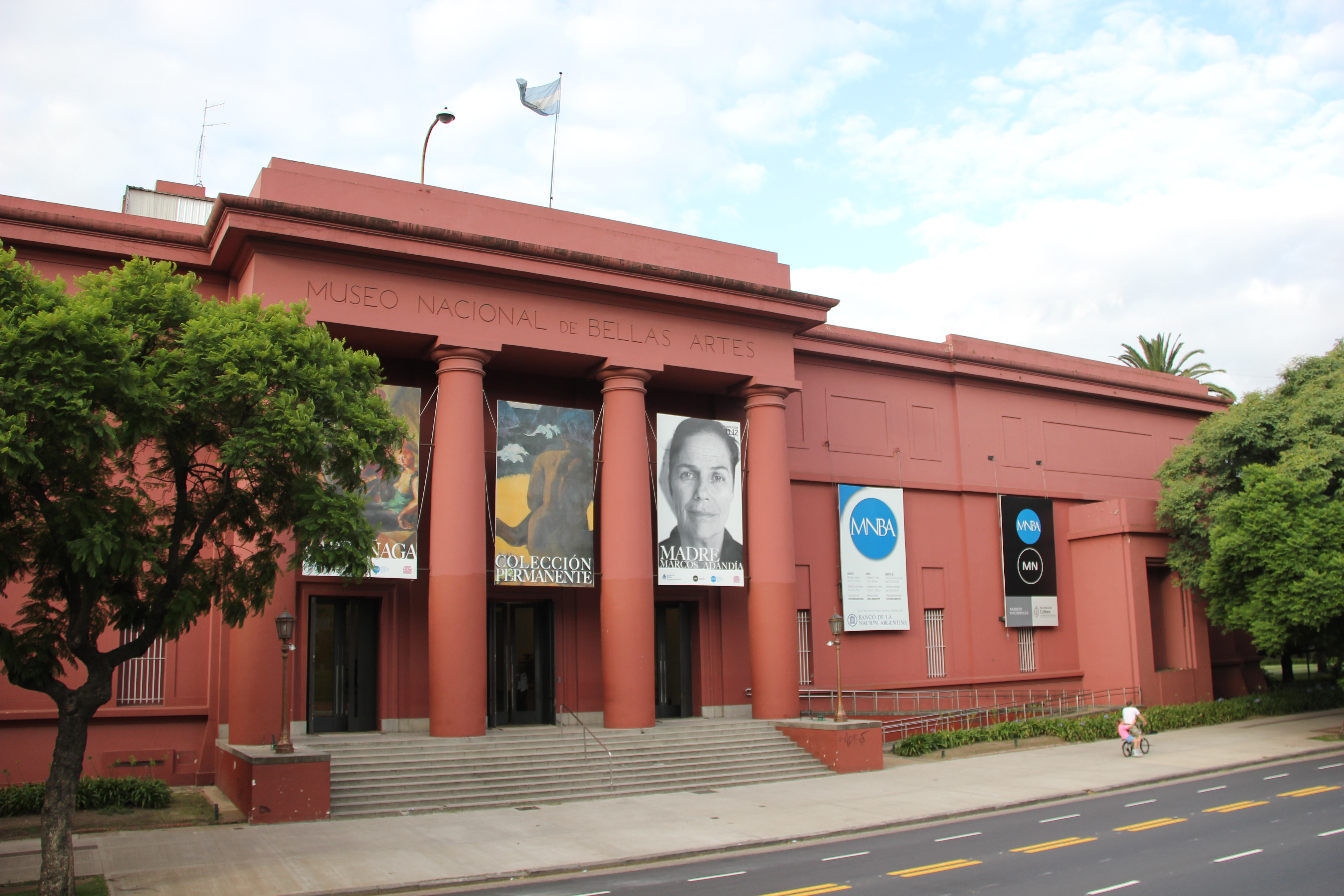
Museo Nacional de Bellas Artes
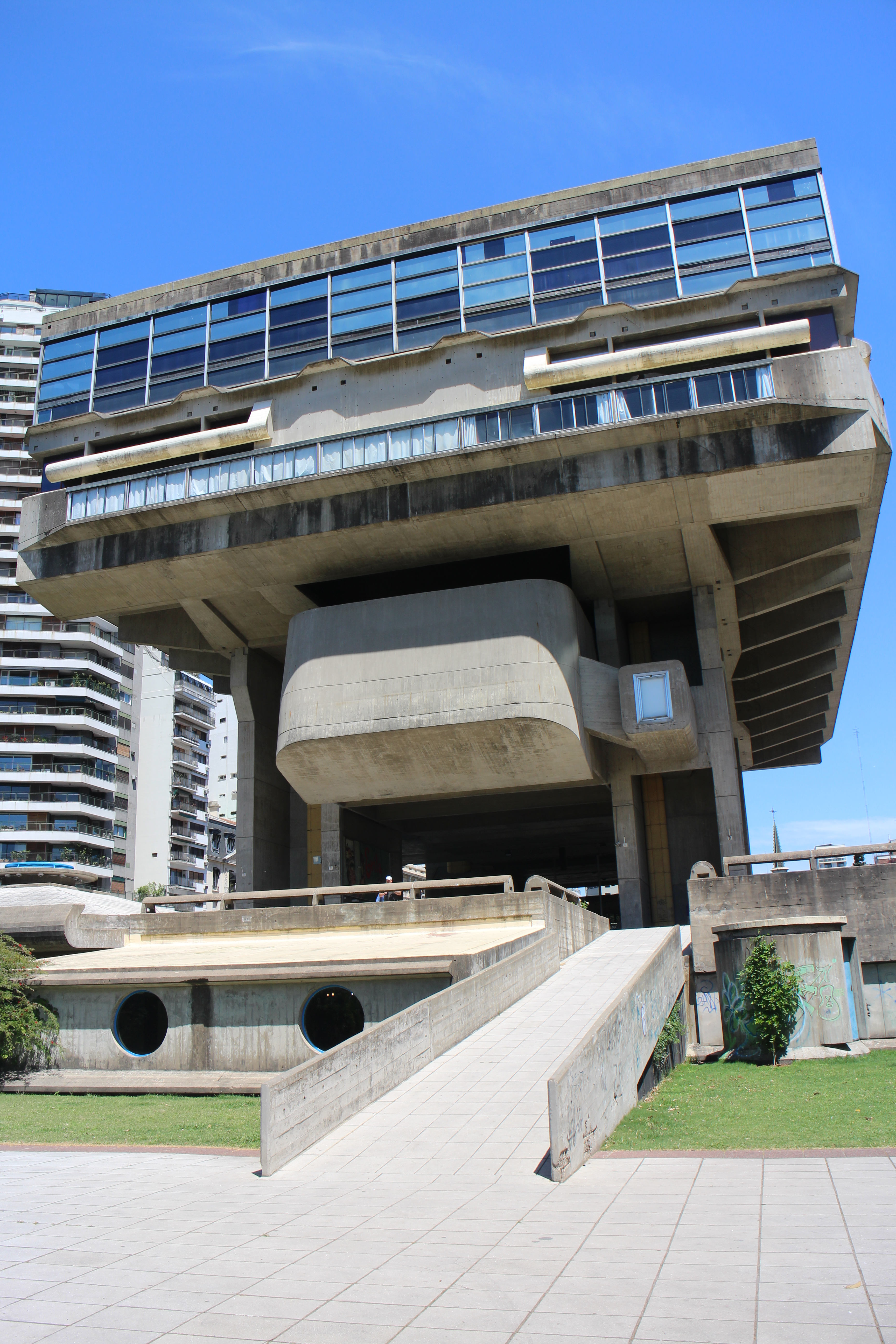
Национальная библиотека
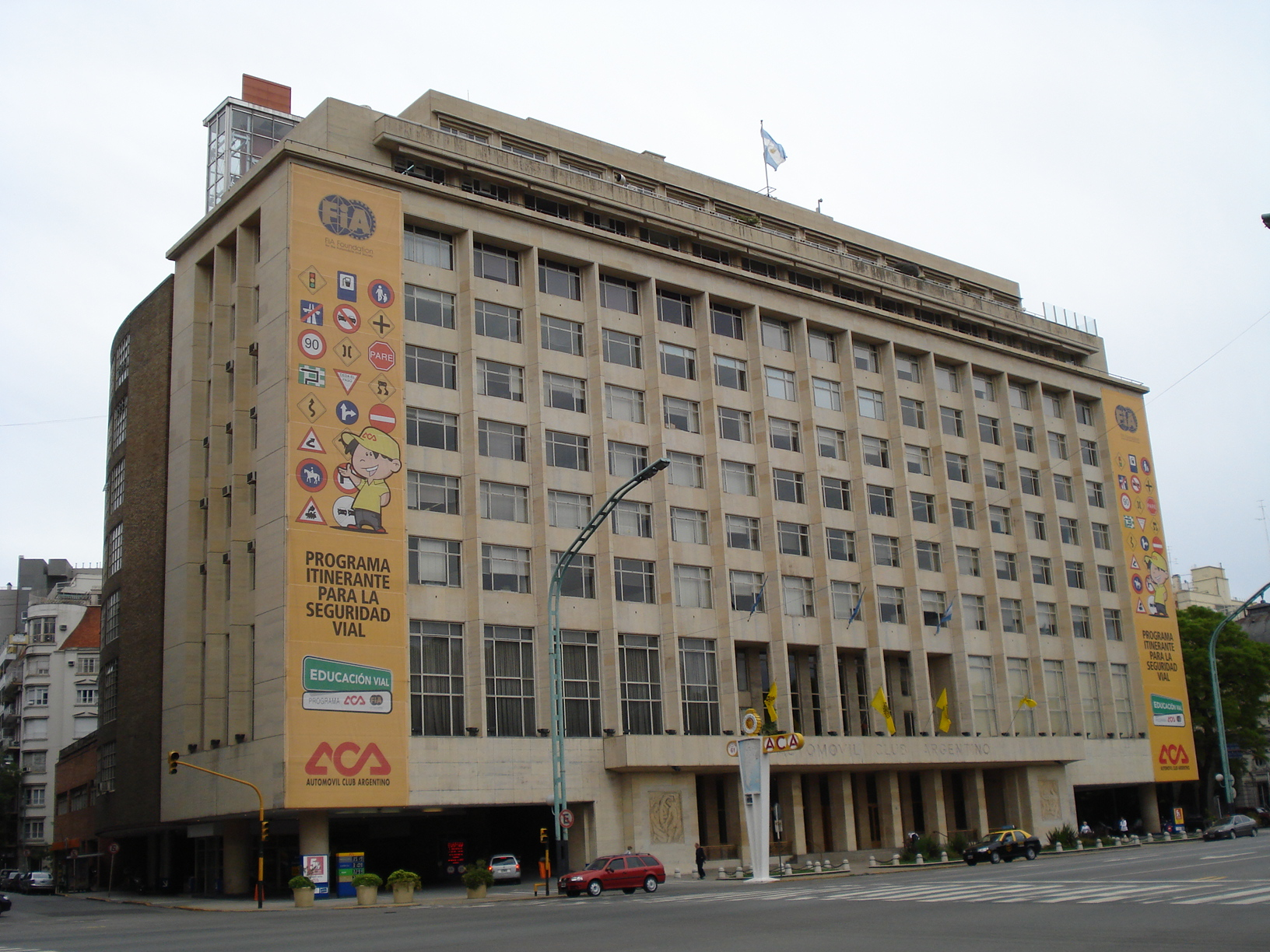
Аргентинский автомобильный клуб
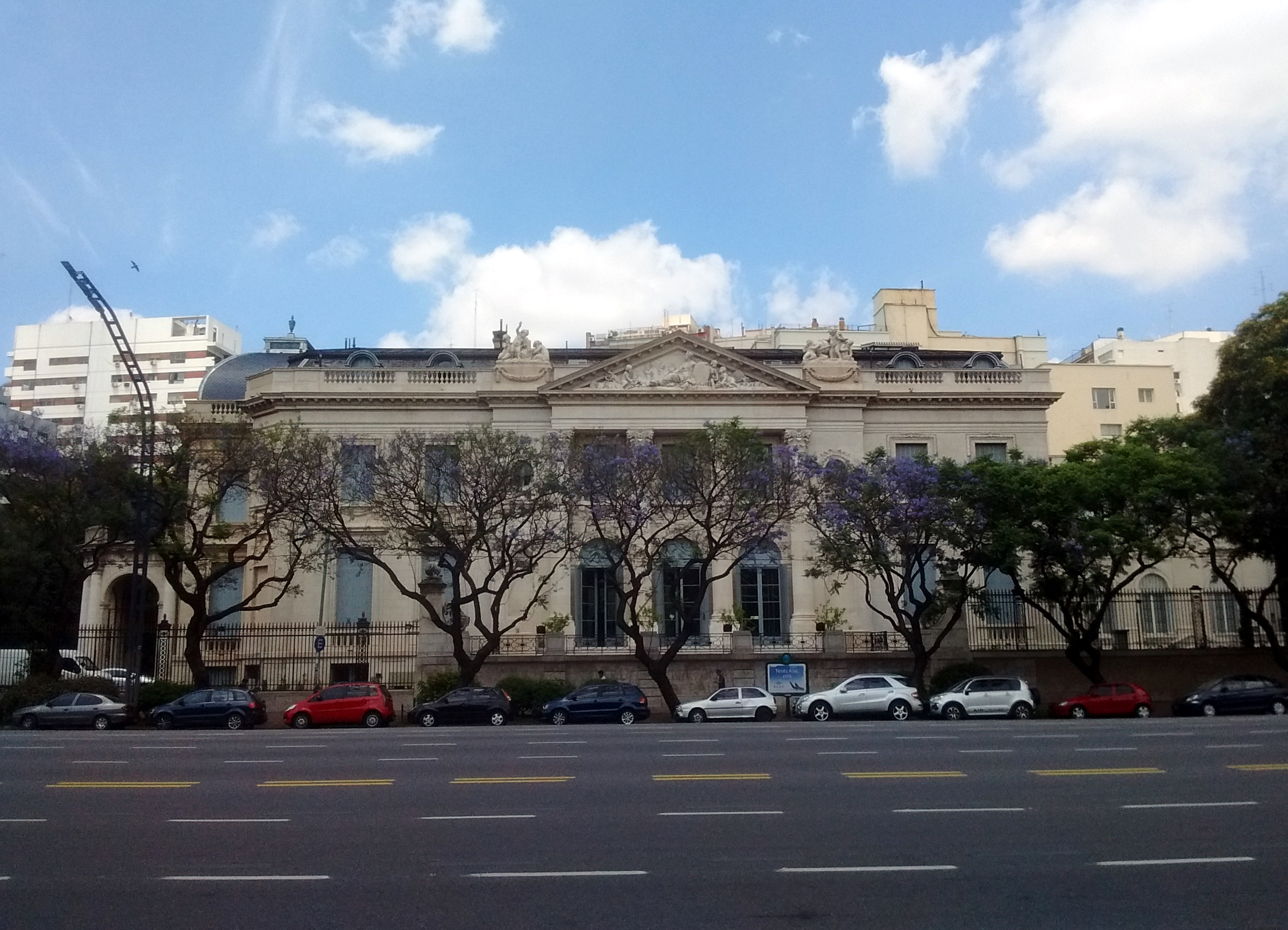
Museo Nacional de Arte Decorativo

### Палермо

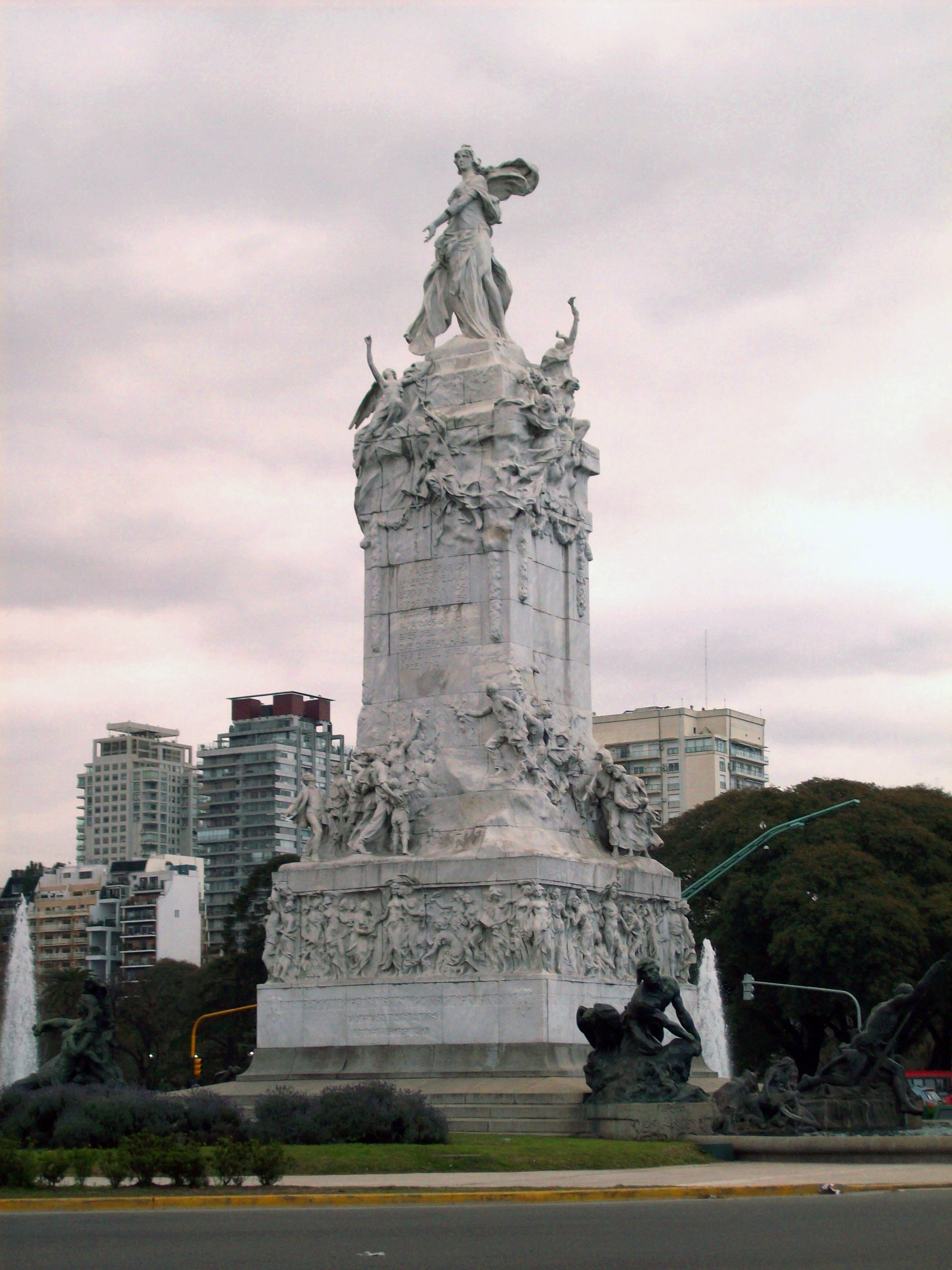
Памятник испанцев
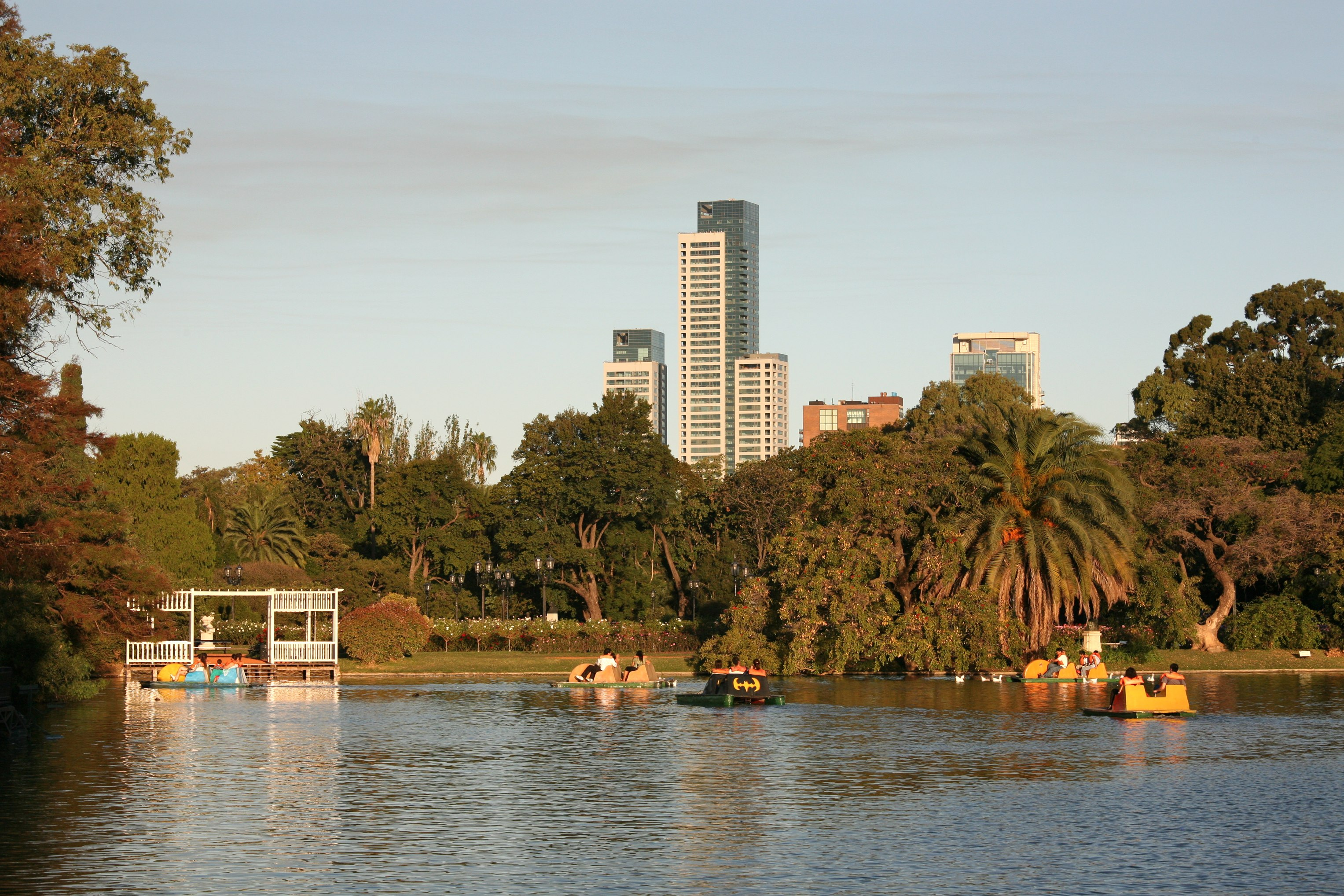
Парк Трес-де-Фебреро
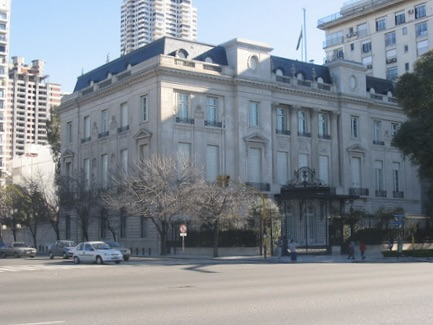
Palacio Bosch
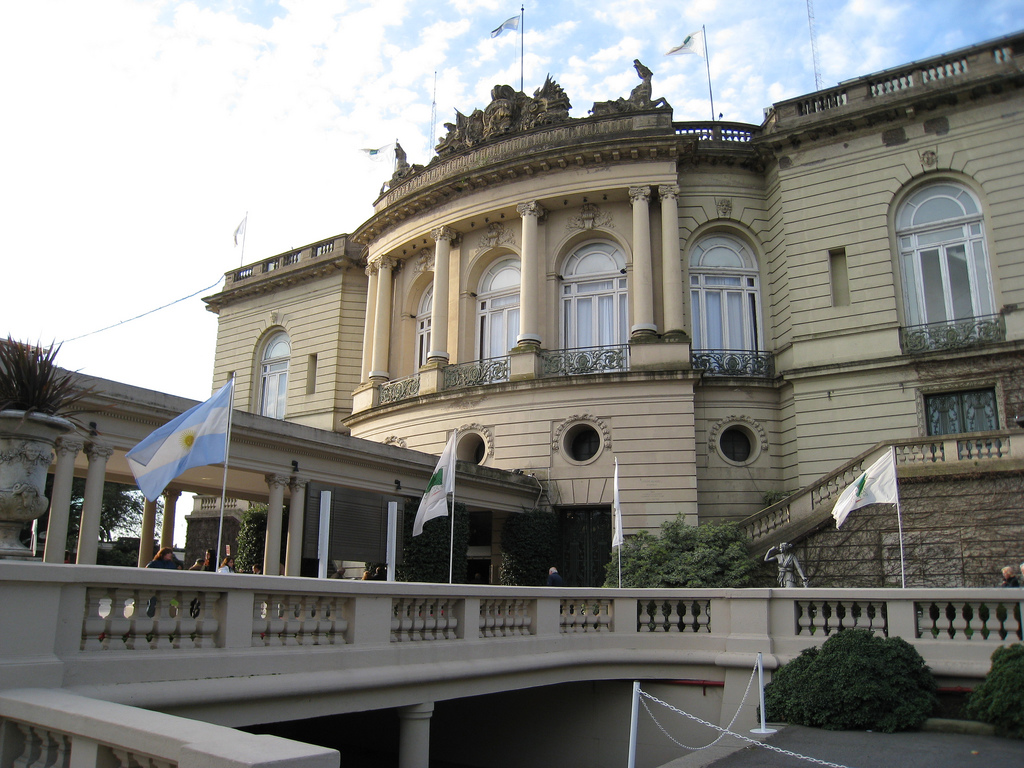
Аргентинский ипподром

### Нуньес

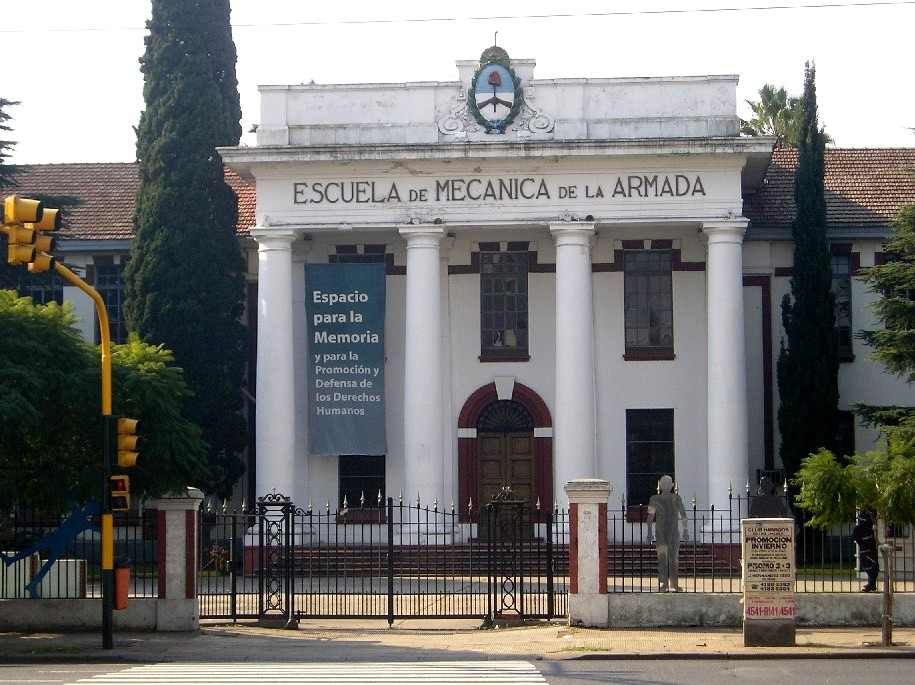
ШМВА
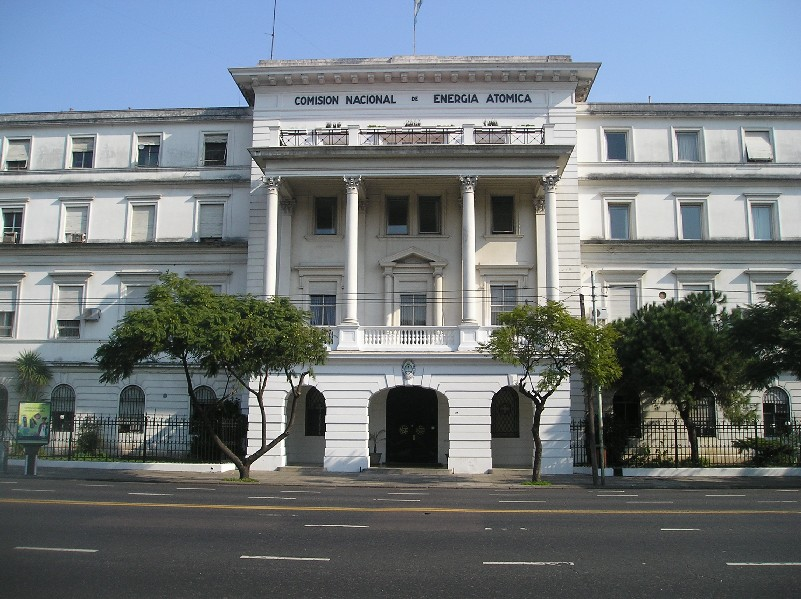
Национальное агентство по атомной энергии